# Rhynchosia prostrata
Rhynchosia prostrata là một loài thực vật có hoa trong họ Đậu. Loài này được Brandegee miêu tả khoa học đầu tiên.